# Burial
Вільям Еммануель Беван (англ. William Emmanuel Bevan) — відомий під псевдонімом Burial, — британський електронний музикант з Південного Лондона. Спочатку залишаючись анонімним, Burial став першим артистом, підписаним на електронний лейбл музиканта Kode9 — Hyperdub у 2005 році. Наступного року він отримав визнання за свій однойменний дебютний альбом, впливовий реліз на британській дабстеп-сцені, який продемонстрував похмурий, емоційний погляд на такі стилі британської рейв-музики, як UK garage та 2-step; він був названий альбомом року за версією The Wire. Другий альбом Burial, Untrue, був випущений з подальшим визнанням критиків у 2007 році.
У 2008 році особистість Бевана була розкрита The Independent і підтверджена Hyperdub. У наступні роки він продовжив співпрацювати з Four Tet, Massive Attack, Томом Йорком і Zomby, а також випустив серію довгих EP, таких як Kindred (2012), Truant / Rough Sleeper (2012) і Rival Dealer (2013); більшість з цих релізів пізніше увійшли до збірки Tunes 2011—2019 2019 року. Він залишався відлюдником, давав мало інтерв'ю та уникав публічних виступів. AllMusic описав його як «одного з найвідоміших, найвпливовіших і найзагадковіших електронних музикантів початку 21-го століття».

## Біографія

### Рання кар'єра: однойменний дебютний альбом таUntrue
Беван виріс фанатом джанглу і геріджа, а з британською рейв-сценою його познайомили старші брати. Своїми улюбленими виконавцями він називав американського герідж-продюсера Тодда Едвардса та британський піджанр 2-step. В інтерв'ю для The Wire він пояснив це:
|  | Я виріс на старих мелодіях джанглу і геріджу, в яких було багато вокалу, але ми з братами також любили інтенсивні, похмурі мелодії, я знайшов те, у що міг повірити... але іноді я слухав пісні з вокалом сам, і це було майже таємницею [...] Мій брат міг принести ці записи, які здавалися мені дуже дорослими, і я не міг повірити, що вони у мене є. Це було схоже на те, коли ти вперше бачиш Термінатора або Чужого, коли ти ще маленький. Я отримував кайф від цього, я чув цей інший світ... |

2002 року Беван почав надсилати Стіву Гудману (Kode9) листи і CD-R зі своєю саморобною музикою, будучи шанувальником музики, представленої на сайті Гудмана — Hyperdub. 2005 року лейбл випустив міні-альбом South London Boroughs, який зібрав треки, записані Burial за кілька років до цього. Дебютний однойменний альбом Burial 2006 року став першим повноформатним релізом на Hyperdub.
Незважаючи на раннє визнання, Burial спочатку залишався анонімним, і в одному з перших інтерв'ю сказав, що «лише п'ять людей знають, що я створюю музику». У лютому 2008 року газета The Independent припустила, що Burial — це Беван, випускник південнолондонської школи Elliott School. Серед випускників школи також є Кіран Хебден (Four Tet), з яким Беван співпрацював. 22 липня 2008 року було оголошено, що Burial став номінантом на музичну премію Mercury Music Prize 2008 за свій другий альбом Untrue. У британських таблоїдах було багато публікацій, пов'язаних з премією Mercury Prize, включаючи припущення, що Burial — це або Річард Д. Джеймс (Aphex Twin), або Норман Кук (Fatboy Slim). 5 серпня 2008 року Беван підтвердив свою особистість і розмістив свою фотографію на своїй сторінці на Myspace. У записі в блозі було сказано: «Я стримана людина, і я просто хочу зробити кілька мелодій», а також анонсовано майбутній чотиритрековий EP і подякував своїм шанувальникам за підтримку, яку вони надавали йому до цього моменту.

### Пост-Untrueроботи
Замість того, щоб випустити третій альбом, Burial витратили роки, що минули з часу виходу Untrue, на випуск все більш довгих і експериментальних окремих треків. Це почалося з Moth / Wolf Cub, колаборації з Four Tet, власного треку Burial Fostercare та EP Street Halo. Він розвинув цю практику, експериментуючи з багаточастинними сюїтами замість звичайних пісень у співпраці з Massive Attack, та наступних сольних EP Kindred (2012), Truant / Rough Sleeper (2012) і Rival Dealer (2013). Кожен з цих міні-альбомів отримав схвальні відгуки критиків, а Kindred був особливо відзначений як знаковий реліз. У наступні роки було випущено ще три короткі платівки. Temple Sleeper вийшов на лейблі Keysound Recordings у 2015 році, міні-альбом Young Death / Nightmarket вийшов у листопаді 2016 року, а Subtemple / Beachfires — у травні 2017 року.
У 2018 році Burial працював з Kode9 над збіркою Fabriclive 100, останньою частиною довготривалої серії мікс-дисків Fabriclive. Потім він співпрацював з The Bug над двома EP, Fog/Shrine 2018 року і Dive/Rain 2019 року, випущеними під назвами «Flame 1» і «Flame 2» відповідно. Наприкінці 2019 року на Hyperdub вийшла компіляція сольних EP і синглів Burial під назвою Tunes 2011—2019.
У грудні 2020 року Burial, Four Tet і Том Йорк випустили дві нові пісні, Her Revolution і His Rope, після чого вийшов реліз Chemz тільки від Burial. У квітні 2021 року Burial і Blackdown випустили міні-альбом Shock Power of Love з двома піснями від кожного артиста. Наступного місяця відбувся фізичний реліз минулорічного синглу Chemz.
У грудні 2021 року було анонсовано вихід нового міні-альбому під назвою Antidawn у січні 2022 року. Пізніше, у жовтні того ж року, вийшов ще один міні-альбом під назвою Streetlands.

## Стиль та композиція
AllMusic описав записи Burial як «похмурі, антиутопічні звукові пейзажі», які поєднують «зламані брейкбіти з таємничими, зміщеними по висоті голосами та великою кількістю вінілового потріскування, дощу та занурених звукових ефектів відеоігор». Його творчість натхненна британською танцювальною музикою, такою як герідж, джангл та хардкор, а його перший альбом був одним з перших видатних дабстеп-альбомів. Він був пов'язаний з тенденцією гаунтології середини 2000-х років, в якій британські художники досліджували елементи «спектральної» культурної пам'яті.
Беван стверджує, що пише музику в Sound Forge, цифровому аудіоредакторі, і не використовує трекери та секвенсери. Так він описує цей процес в інтерв'ю: «Якщо я щось змінюю, я вже ніколи не зможу це змінити. Я бачу лише хвилі. Тому я знаю, коли я задоволений своїми барабанами, тому що вони виглядають як гарна риб'яча кістка. Коли ж вони виглядають просто скелетом переді мною, і я знаю, що вони будуть звучати добре». Він також сказав, що не використовує секвенсер, тому що якщо його барабани будуть синхронізовані занадто ідеально, вони «щось втратять» і «будуть звучати, як звукове сміття». Обговорюючи свої ритмічні уподобання в інтерв'ю з письменником Марком Фішером, Burial заявив:
|  | Щось відбувається, коли я чую сабвуфери, барабани та вокал разом. Для мене це чистий британський стиль музики, і я хотів створити мелодії, засновані на тому, що для мене означає британський андеграундний хардкор, і я хотів би додати туди трохи реального життя, щось, з чим люди можуть співпереживати. |

Про його виробничі методи журналіст Дерек Волмслі писав у The Wire:
|  | Burial від самого початку вирішив за будь-яку ціну уникати жорсткого, механістичного шляху, який зрештою привів драм-енд-бейс у глухий кут. З цією метою його перкусійні патерни інтуїтивно розташовані на екрані, а не жорстко квантуються, створюючи хвилинні коливання і ковзання в ритмі. Його малі барабани і хай-хети вкриті фузом і фейзером, як павутиння на забутих інструментах, а мікс швидше грубий і готовий, ніж нескінченно відшліфований. Мабуть, найважливіше те, що його басові лінії звучать як ніщо інше на Землі. Спотворені і важкі, але водночас теплі і земні, вони нагадують приємний порив повітря, що передує поїзду метрополітену. |

Музика Burial посідає важливе місце у творчості режисера-документаліста Адама Кертіса. Кертіс розглядає емоційно насичене звучання Бевана в контексті можливого культурного відродження духу романтизму. Обговорюючи пісню «Come Down to Us», яка є провідним мотивом саундтреку його документального фільму Bitter Lake, в інтерв'ю журналу про музику та поп-культуру Dazed, Кертіс називає її «геніальною»:
|  | Це дійсно підсумовує наш час... У цій пісні йдеться про те, що дуже страшно стрибнути з краю в темряву. І коли закохуєшся в когось, і коли хочеш змінити світ. І це залежить від того, чи зможеш ти жити зі страхом, чи справді хочеш гострих відчуттів. Або ж відступити у світ, який тебе влаштовує. І я думаю, що саме тому це геніальна робота. Він вловив настрій нашого часу, на який ми чекаємо. Він набагато випереджає наш час, епічний емоційний художник. |

## Дискографія

### Студійні альбоми
- Burial (2006)
- Untrue (2007)

### Збірки
- Street Halo / Kindred (2012)
- Tunes 2011—2019 (2019)

### Мініальбоми
- South London Boroughs (2005)
- Distant Lights (2006)
- Ghost Hardware (2007)
- Street Halo (2011)
- Kindred (2012)
- Truant / Rough Sleeper (2012)
- Rival Dealer (2013)
- Young Death / Nightmarket (2016)
- Subtemple / Beachfires (2017)
- Rodent (2017)
- Pre Dawn / Indoors (2017)
- Claustro / State Forest (2019)
- Shock Power of Love (з Blackdown) (2021)
- Chemz / Dolphinz (2021)
- Antidawn (2022)
- Streetlands (2022)
- Dreamfear / Boy Sent From Above (2024)